# Marvin Obando
Marvin Obando Obando (Piedras Blancas, 1960. április 3. – ) Costa Rica-i válogatott labdarúgó. 

## Pályafutása

### Klubcsapatban
1978 és 1983 között a Herediano játékosa volt, melynek tagjaként két bajnoki címet (1979, 1981) szerzett. 1984-ben rövid ideig a San Carlosban szerepelt és visszatért a Heredianóhoz, ahol hat évet töltött. 1985-ben és 1987-ben újabb bajnoki címeket szerzett. 1991 és 1992 között a Cartaginés, 1992-ben a Deportivo Saprissa csapatában játszott. 1992-től 1996-ig ismét a Herediano labdarúgója volt. Később szerepelt még a Municipal Turrialba (1996–97), a Herediano (1997–98), a Ramonense (1998–99) és a Municipal Puntarenas (1999–2000) együttesében.

### A válogatottban
1980 és 1994 között 51 alkalommal szerepelt az Costa Rica-i válogatottban és 1 gólt szerzett. Részt vett az 1990-es világbajnokságon, ahol a Skócia, a Brazília és a Svédország elleni csoportmérkőzésen nem kapott lehetőséget. A Csehszlovákia elleni nyolcaddöntőben kezdőként lépett pályára. Tagja volt az 1980. évi és az 1984. évi nyári olimpiai játékokon szereplő válogatott keretének is.

## Sikerei, díjai
CS Herediano
- Costa Rica-i bajnok (5): 1979, 1981, 1985, 1987, 1992–93